# Nectandra hihua
Nectandra hihua là loài thực vật có hoa trong họ Nguyệt quế. Loài này được (Ruiz & Pav.) Rohwer miêu tả khoa học đầu tiên năm 1993.